# Aeschynanthus wallichii
Aeschynanthus wallichii är en tvåhjärtbladig växtart som beskrevs av R. Brown. Aeschynanthus wallichii ingår i släktet Aeschynanthus och familjen Gesneriaceae. Inga underarter finns listade i Catalogue of Life.